# هيكتور بيسيرا
هيكتور بيسيرا (بالإسبانية: Héctor Becerra)‏ (10 مايو 1965 بمونتيري في المكسيك - ) هو لاعب كرة قدم مكسيكي في مركز الوسط. لعب مع نادي مونتيري.

## مسيرته الكروية
لعب هيكتور بيسيرا خلال مسيرته الاحترافية مع ناديين في عشرة مواسم وسجل خلالها 20 هدف ضمن 193 مباراة. حيث فاز في موسم واحد بالكأس وفي موسم واحد بالدوري.
خاض هيكتور بيسيرا مسيرته مع نادي مونتيري في موسم 1983–84 ليلعب معه تسعة مواسم، مشاركًا في 167 مباراة سجل خلالها 20 هدف. ثم انتقل إلى نادي كوريكامينوس ‏ في موسم 1992–93 لمدة موسم واحد، حيث شارك في 26 مباراة ولم يسجل أي هدف.

## وصلات خارجية
- هيكتور بيسيرا على موقع الاتحاد الدولي (مؤرشف)  (الإنجليزية)
- هيكتور بيسيرا على موقع قاعدة بيانات كرة القدم.إي يو (الإنجليزية)
- هيكتور بيسيرا على موقع ناشيونال فوتبول تيمز (الإنجليزية)